# Bodies in Technology
 Der er for få eller ingen kildehenvisninger i denne artikel, hvilket er et problem. Du kan hjælpe ved at angive troværdige kilder til de påstande, som fremføres i artiklen.

Bodies in Technology er en samling af otte essays af den amerikanske filosofiprofessor Don Ihde fordelt på fire dele med en introduktion og epilog. Don Ihde undersøger hvordan kroppen, teknologien og det virtuelle spiller sammen, samt gør op med tanken om, at der findes en virtuel verden, der skulle være adskilt fra den reelle verden. Tværtimod argumenterer Ihde for, at vi altid er tilstede i verden gennem vores krop, dvs. at der altid er en reel krop som interaktionen med teknologi ikke kan adskilles fra.

## Part 1: Bodies, from Real to Virtual

### Kapitel 1: ”Bodies, Virtual Bodies, and Technology”
Kapitlet behandler definitionen af den virtuelle krop; om hvordan vores krops relation til teknologi påvirker vores perception af vores egen krop, samt hvordan det spiller ind i forholdet mellem Virtual Reality og Real Life. I en fænomenologisk tilgang beskriver Don Ihde to centrale forhold, kroppen kan have til verden; ‘here-body’ og ‘image-body’. ‘Here-body’ er en måde at opleve verden på ’inde fra’, hvor personen er ’embodied’ med sin krop. ‘Image-body’ beskriver en måde at opleve verden på, hvor man ser sig selv ude fra; her er personen ’disembodied’ med sin krop.
I sin beskrivelse refererer Ihde til en tankeøvelse, hvor den udøvende skal forestille sig noget, han/hun ønsker at prøve. Mange forestiller sig i sådan en øvelse, at de flyver, og hvor nogen beskriver øvelsen gennem et første persons perspektiv, beskriver andre sig selv i handlingen i et tredje persons perspektiv. Disse to måder at se sin egen væren-i-verden er et eksempel på en ’embodied’ oplevelse overfor en ‘disembodied’. Den ‘disembodied’ oplevelse er et eksempel på en ikke-teknologisk virtualitet. En anden form for ikke-teknologisk virtualitet kunne være en ud-af-kroppen-oplevelse. Disse eksempler bruger Ihde til at illustrere, at virtualitet ikke kun er et teknologisk fænomen - den virtuelle krop har altid været her, og han argumenterer derfor for, at vi ikke behøver se på virtuelle teknologier med så megen bekymring – disse bekymringer, som Ihde kalder ‘techno-worries’.Ihde beskriver, at Virtual Reality – selvom det spiller på flere sanser, fx kropslig og haptisk – altid vil være en konstrueret verden, som ’foregiver’ at være ægte. Dette opstiller et paradoks mellem, at mennesket vil have en ’transparent’ verden, men at teknologien altid vil have en teknologisk materialitet. Samtidig opstiller det en ironi: jo mere konstruerede billederne er, jo mere ægte ser de ud. Generelt er Ihdes argument, at Virtual Reality aldrig vil kunne erstatte Real Life, men at de vil hænge uløseligt sammen, samt at virtualitet ikke er bundet til teknologi, men også kan være en perception gennem en disembodied ’image-body’.

### Kapitel 2: ”The Tall and the Short of It: Male Sports Bodies”
Kapitlet handler om forskellen mellem ’body one’ og ’body two’ og adresserer samtidig den feministiske diskurs om den mandlige krop som ideal. Ihdes udgangspunkt er at definere den mandlige version af den kulturelt bestemte krop over for den sansende krop. I sin definition af disse kroppe har Ihde kombineret henholdsvis Merleau-Pontys fænomenologiske forståelse af kroppen (body one) og Foucaults sociokulturelt konstruerede krop (body two). Ihde argumenterer for, at det mandlige kropsideal er den atletiske krop - “den normative sportsbody”. Dette kobler den normale forståelse af den mandlige krop som en aktiv krop (frem for passiv) med fokus på ydre kvaliteter, med en sociokulturel forståelse af kroppen som en funktionsdygtig ’maskine’.
Ihde præsenterer sit argument ved at fortælle om forskelle og ligheder fra, hvordan han selv oplevede sin barndom, og hvordan han har oplevet sin søns barndom. Pointen er, at det på tværs af tid og sted, I Ihdes verden har været kulturelt bestemt, at den ideelle mandekrop vurderes efter ’højde og atletisk dygtighed’. Men da det et kulturelt bestemt ideal, kan det dog varier i forhold til andre lande og kulturer. pointen er er vel at måden hvorpå man kan se at the sports body høre til body two - den kulturelle krop er fordi det ikke ændre sig over tid og sted ( ifht. Ihde) og dermed må det være noget ydre bestemt og ikke en embodied kropsopfattelse der forholder til her og nu(den følte verden) - men hvor at the sportsbody er kulturelt bestemt i USA, kan der være et andet ideal andre steder.Ihde bruger dette argument om ’den atletiske krop’ til at argumentere mod den adskilte forståelse af kroppen som enten ’body one’ eller ’body two’, og argumenter i stedet for at kroppen er begge dele og at binære kun har medført (køns-)krig og uenighed. Han pointerer, at vi har en tendens til at se forskelle i oplevelsen af vores egen og andres kroppe, men at vi også bør se på lighederne . Ihde mener også at ’genders are multistable’; det er altså ikke udelukkende biologisk determineret hvilket køn vi er, hvordan vi opfatter hinanden osv., men også kulturelt bestemt. Kapitel 2 kan ses i sammenhæng med kroppens forhold til teknologi, hvis også teknologien ses som en ’multistable’ enhed, dvs. at brug ikke er determineret, men opstår i brugens kontekst. Selvom der altid findes et ’ideal’ (for en tings brug eller kønnet), er det ikke nødvendigvis sådan, at individet vælger at bruge sin teknologi (eller krop). Kapitlet kan bruges i en analyse af krop og teknologi, idet teknologiers brug kan analyseres efter om de tiltaler ‘body one’ eller body two’, samt hvordan teknologien forholder sig til kønsforskelle og -ligheder.

## Part 2

### Kapitel 3: Visualism in science
I dette kapitel argumenterer Don Ihde for, at videnskaben i høj grad fremstiller beviser og resultater visuelt, og at dette er kulturelt bestemt og ikke et nødvendigt valg. Den teknologiske udvikling har gjort det muligt at fremstille billeder af fænomener, der ikke er synlige for mennesket. Dette forudsætter, at data omkring fænomener indsamles og “oversættes” til en visuel form, som vi kan forholde os til. Dette kalder Ihde “Visuel hermeneutic”. Han viser, at videnskabens fokus på det visuelle er en kulturel vane og ikke en nødvendighed gennem tre træk:
Det første kalder han ”Whole body perception”. Dette dækker over den opfattelse, at kroppen indgår i enhver oplevelse. Eksempelvis vil en arkæolog ikke nøjes med at bruge øjnene, når der ledes efter fossiler. Hele kroppen er med i udgravningsprocessen og når fossiler skelnes fra sten gennem berøring.
Det andet træk er, nedslag i videnskabens historie, hvor beviser i stigende grad fremstilles visuelt.
Under renæsancen reducerer bl.a. Da Vinci anatomien til strukturelle og analytiske tegninger. Senere opfinder Galileo teleskopet der gør tidligere usynlige himmellegemer synlige. Senest opfindes fotografiet, der betyder at alle kan se det samme - det subjektive opfattes som fjernet.
På billeder kunne alle se, det videnskabsmanden kunne se gennem mikroskopet, uden at denne skulle tegne objektet for omverdenen, hvilket også krævede kunstneriske evner. På denne måde hjælper fotografiet med at udrydde to potentielle fejlkilder: Indstilling af mikroskopet og videnskabsmandens genskabelse af det observerede. Endnu en fordel ved fotografier er, at disse kan gemmes over tid.
Eksempelvis kan vi ikke være sikre på alle ser det samme igennem teleskopet, fordi det fysisk skal indstilles til individet, hvor på billeder kunne alle pludseligt se det, videnskabsmanden kunne se gennem videnskabelige instrumenter.
Det tredje træk er at vise at videnskaben ofte skal fremstille resultater, der ikke oprindeligt er synlige. Forstået på den måde at videnskaben skaber en form for ‘Second Sight’ der gør det muligt for os at se noget der ellers ville være utilgængeligt, f.eks. et spektograf, der bruges til at vise spektret som stjernens lys ligger indenfor. Af den grund skabes der også en tendens til at producere resultaterne visuelt.
Disse træk bruges til at forklare, at selvom videnskabens resultater oftest er visuelle, betyder det ikke, at videnskab i sig selv er et rent visuelt foretagende. Når man beskæftiger sig med videnskab har man altid kroppen med i processen, dette kalder Don Ihde ”The anthropomorphic invariant”.

### Kapitel 4: Perceptual Reasoning
Don Ihde vil i dette kapitel vise, hvorfor det ikke er gældende at videnskaben ”glemmer” de andre sanser og kun fokuserer på synssansen.
Et eksempel er Galileo Galilei´s opdagelser og hvordan disse henholdsvis blev gjort og fremstillet. Galileo gjorde mange opdagelser på himlen gennem sine teleskoper. Disse teleskoper krævede en kropslig tilpasning, da de var svære at styre præcist. Ihde refererer til Derek de Solla Price, der beskriver sværhedsgraden af navigering af Galileo´s teleskop som svarende til at skulle se gennem to nøglehuller placeret en meter fra hinanden. Ved hjælp af teleskopet kom månen tættere på Galileo. Man kan sige, at den (gennem kikkerten) er lige så tæt på ham, som de andre ting i hans nære omkreds, men samtidig er den markant anderledes fra de andre ting, der blot ses gennem øjnene. Denne teknologiske nær-distance kendes fra vor dagligdag fra den måde, hvorpå vore venner findes i lommen i kraft af vores telefon, men samtidig er de langt væk.
I den sene modernitet skete et skift fra en naiv objektivisme til en form for fænomenologisk relativitet. Dette beskriver Ihde fint ved hjælp af et termometer: Idet et termometer nedsænkes i vand, påvirker det temperaturen i vandet (meget lidt, men dog stadig). Termometeret er altså ikke en objektiv visualisering af temperaturen, da det selv har påvirkning på det, det måler. Der skal derfor også tages højde for den kropsliggjorte (embodied) handling og det brugte instrument.
Billedteknologien er i dag så avanceret, at den ikke kun er i stand til at genskabe ting, der kan observeres med det blotte øje. Den kan fremstille billeder, hvor der ved hjælp af forskellige billedmanipulationsteknikker er fremhævet aspekter, som ikke kan ses af mennesket, men kun kan måles med diverse instrumenter.
Pointen, som Ihde vil fremstille, er, at indsamlet data ofte fortolkes på en måde, så resultatet kan fremstilles visuelt, men kroppen er altid med i frembringelsen af resultatet, hvilket ikke må glemmes.

## Part 3: Bodies in Science Studies

### Kort resumé af kap. 5 & 6
I tredje del af bogen “Bodies in technology”, stiller Ihde spørgsmålet om hvordan kroppe interagerer med teknologi - både på abstrakt niveau, men også i samspillet mellem krop og teknologi. Han begynder dette afsnit med en lang overvejelse af, om hvorvidt samspillet mellem mennesker og ikke-menneskelige teknologiske apparater (som han betegner som "non-humans") er symmetrisk. Det er set i forhold til hvad Nancy Hartsock, Bruno Latour og Andrew Pickering, har hævdet. Han konkluderer slutteligt, at karakterisere sådanne interaktioner som symmetriske er usandsynlige, når de forstås som situerede. Han mener, at det kan være ”symmetrically situated”, fordi der et krav om at symmetri kollapser ind i modernismen som postmodernismen søger at undgå.
Han stiller sig mellem Hattaway, Pickering og Latours, som insisterer på teknologien som en medaktør på lige fod med mennesket, og de “klassiske” humanister der ofte ikke anerkender teknologiens rolle som formativ katalysator for samfundsmæssig og social udveksling og udvikling. De anser teknologiske hjælpemidler og som værende fuldstændigt neutrale, passive, næsten gennemsigtige entiteter/helheder.
Med teknologisk udvikling følger en række langtrækkende følger der ofte går langt ud over den konkrete interaktion. Disse kan være af social, fysisk såvel som fænomenologisk karakter: Don Ihde bruger blandt andet indførelsen af skrivemaskinen som eksempel: “gender role changes related to the technologies, stylistic changes and more in the production of texts, a blurring of distinctions between composition and publication in print form.”
En teknologi der, ifølge ham, blev udviklet for at hjælpe handicappede med at producere tekst, blev i stedet en bebuder for en ny tidsalder og et redskab brugt til blandt andet at fremme en øget bureaukratisering såvel som kvindefrigørelse samtidig med at den i nogle kredse var med til at sætte spørgsmålstegn ved hvad tekst var. På den måde anerkender Ihde Latours idéer omkring tingenes indbyggede “agency” i forhold til menneskers liv. Dog sætter han sig fast på en grundlæggende relativitet i behandlingen af disse spørgsmål frem for de absolutte fortolkninger der ifølge ham kan findes på begge sider af diskussionen.

## Part 4: “Bodies in the Philosophy of Technology”
Part 4 består af henholdsvis en redegørelse for hvordan man som filosof kan forholde sig til normativt og disgnosticerende til teknologisk udvikling, ved at indtage en R&D (Research and Developement) rolle (kapitel 7). Derefter kobler han det med mijøfilosofi og diskursen om den moderne menneskeskabte miljøkrise som eksempel på hvordan hans tilgang kan anvendes (kapitel 8).

### Kapitel 7: “Prognostic Predicaments”
Ihde ser gerne et paradigmeskift i hvordan vi opfatter teknologi-filosoffers rolle og foreslår, at filosofferne i højere grad kan indgå i det undersøgende samarbejde med og på tværs af forskere og institutioner, og dermed bruge filosofien på et pragmatisk plan. Denne rolle kalder han således “Research & Development-role” (R&D). Tendensen i dag er at det først er efter teknologiens udbredelse at filosoffen fungerer som etisk reflekterende udøver, hvilket han kalder “The Hemmingway role”. Han konkluderer ligeledes, at; “No technologies are neutral, and all may be expected to have some negative (as well as positive) side effects”. Teknologi er aldrig neutral og kan ikke reduceres til én designet funktion. Det er ikke objektet i sig selv der fastlægger funktionen, men selve brugen af den. Den vil om nødvendigt blive brugt uintenderet, i forskellige kontekster og kan få uforudsigelige konsekvenser (“revenge side effect”), både positive og negative (med reference til Heideggers hammer). Dermed står teknologifilosoffer, der befinder sig i en R&D-rolle, overfor et dilemma: Hvordan er det så muligt, som teknologifilosof at have en prognostisk og normativ rolle?

### Kapitel 8: “Phil-tech meets Eco-phil”
Denne tilgang anvender han ved at relatere miljø- og teknologifilosofi: I virkeligheden er problemet, at vi endnu ikke har diagnosticeret hvad vores teknologier kan og hvad den miljømæssige krise egentligt er. Ihde ser en tendens til at idealisere de mikroløsninger som ses i oprindelige kulturer og indfødte befolkninger. Vi bruger mikroløsninger til at løse makroproblemer og dermed idealiserer vi et formål uden rigtigt at have diagnosticeret situationen og hvilken effekt vores teknologier har. Lokale handlinger (for eksempel fiskeforbud i en bestemt flod) og forbud løser ikke makroproblemer, men flytter det til en anden kontekst (et andet problem opstår når fiskerne bliver nødt til at finde et nyt job).
Med argumentet, at “reversibility” ikke er muligt (altså at gå tilbage til samme tilstand som før konsekvenserne af en teknologi blev synlige), og at nye teknologiske løsninger forkaster altså ikke deres årsagsteknologier, men forbedrer dem, foreslår han en generel tilgang til teknologien der påvirker vores kontekst og omverden: "Avoid ideological(utopian and dystopian) conclusions."
Konklusionen er, at Ingen konsekvenser af teknolgisk udvikling har en simpel løsning, fordi “techno-environmental” problemer er komplekse, uklare og sammenvævede. Hverken utopisk eller dystopisk tilgang hjælper, hvorfor techno-filosoffer har en vigtig plads i den aktuelle, komplekse situation, hvor også problemerne får deres form.